# Joey Moe
Joey Lanni Moe Lynghave (født 8. juni 1985 i København) er en dansk-hawaiiansk pop og R&B-sanger, sangskriver og producer. Joey Moe blev som 17-årig opdaget af produktionsselskabet Nexus Music (som bl.a. består af pop/rap-duoen Nik & Jay) og debuterede med albummet MoeTown i 2006, hvorfra nummeret "Flip It (Like a DJ)" blev et hit. I 2009 modtog Joey Moe platin for singlen "Yo-Yo", der har solgt mere end 40.000 eksemplarer. Sangen har desuden rekorden for flest uger på den danske klubhitliste, Dancechart, med 48 uger.

## Liv og karriere

### Tidligt liv
Joey Moe er søn af en dansk far og en hawaiiansk mor med forbindelse til Samoa. Moderen, sangerinden Lupe Moe, har sammen med sin storesøster, Lei Moe sunget kor for et stort antal danske musikere, heriblandt Peter Belli, Anne Linnet, Thomas Helmig, Tommy Seebach og Brødrene Olsen. Joey Moe er opvokset på Amager, hvor han gik i folkeskole lidt udenfor området og efterfølgende på musikskolen Sankt Annæ Gymnasium.
I 1996 opdagede Joey det amerikanske boyband, Backstreet Boys, som gjorde et stort indtryk på ham. Han fik tatoveret inskriptionen 96 på sit ene håndled, (da det var det år han besluttede han ville lave musik) og 06 på det andet som hyldest til året 2006, da det var dette år, han fik udgivet sit første album. 
Da Joey Moe var 10 år gammel, startede han sit eget boyband, Nothing Special, hvor blandt andet Theis Keller (senere kendt i TV2s Popstar i bandet Fu:el) var med i. Bandet gik senere i opløsning.

### Gennembrud
Efter opløsningen af Joey's band Nothing Special valgte Joey at forsætte med musikken. Han fandt sammen med rapperen Jinks, som han begyndte at samarbejde fast med. Det lykkedes senere Joey at få stor opmærksomhed med pladeselskabet Nexus Music, som blandt andet har kunstnere som Nik & Jay og Burhan G, samt producerne Jon & Jules.
I 2009 udgav Joey Moe singlen "Yo-Yo", der toppede dance-charten i 48 uger og har senere modtaget platin for singlen. Sangen var den syvendebedst sælgende sang i 2009. Derudover modtog han Voice Prisen '09. I februar 2010 udgav han en engelsksproget version af "Yo-Yo" udgivet af det internationale pladeselskab Universal; singlen er senere blevet udgivet i Tyskland, Østrig, Polen, Schweiz og Sverige.
I 2014 skiftede Joey Moe navn til Dominik Konstantin Meyer Damgaard. Den 6. juli 2015 blev Joey Moe far til sønnen Elion Phelix, som han har sammen med kæresten Zenia.

## Uddannelse
Sankt Annæ Gymnasium (2001 - 2004)

## Diskografi

### Album
| År   | Album       | Højeste placering | Certificering              |
| År   | Album       | Danmark           | Certificering              |
| ---- | ----------- | ----------------- | -------------------------- |
| 2006 | MoeTown     | 28                |                            |
| 2010 | Grib natten | 20                | - Platin                   |
| 2011 | Fuldmåne    | 4                 | - 2× Platin (Fuldmåne 2.0) |
| 2012 | Midnat      | 3                 | - Platin                   |
| 2013 | Aurora      | 15                |                            |
| 2014 | Joey        | 1                 | - 3× Platin                |
| 2017 | Klarsyn     | 6                 | - Guld                     |

### EP'er
- Vintertid (2019)

### Singler
| År                                                       | Single                                           | Højeste placering | Højeste placering | Højeste placering | Certificering                          | Album                          |
| År                                                       | Single                                           | Download          | Streaming         | Airplay           | Certificering                          | Album                          |
| -------------------------------------------------------- | ------------------------------------------------ | ----------------- | ----------------- | ----------------- | -------------------------------------- | ------------------------------ |
| 2005                                                     | "Flip It (Like a DJ)"                            | —                 | —                 | —                 |                                        | MoeTown                        |
| 2006                                                     | "My Last Serenade"                               | —                 | —                 | —                 |                                        | MoeTown                        |
| 2006                                                     | "Miss Copenhagen"                                | —                 | —                 | —                 |                                        | MoeTown                        |
| 2007                                                     | "If I Want To" (featuring Jinks)                 | —                 | —                 | —                 |                                        | MoeTown / Rich Kids soundtrack |
| 2008                                                     | "Lullaby"                                        | —                 | —                 | —                 |                                        | ikke-album single              |
| 2009                                                     | "Yo-Yo"                                          | 3                 | —                 | —                 | - Platin (download)                    | Grib natten                    |
| 2009                                                     | "Jorden er giftig"                               | 11                | —                 | —                 | - Guld (download)                      | Grib natten                    |
| 2010                                                     | "Du' en éner"                                    | 27                | —                 | —                 | - Platin                               | Grib natten                    |
| 2011                                                     | "Skakmat"                                        | 8                 | —                 | —                 | - Guld (download) - Guld (streaming)   | Fuldmåne                       |
| 2011                                                     | "Banger til min banger" (featuring Morten Breum) | 36                | —                 | —                 |                                        | Fuldmåne                       |
| 2011                                                     | "Dobbeltslag"                                    | 4                 | 10                | —                 | - 2× Platin                            | Fuldmåne                       |
| 2011                                                     | "Gadedreng"                                      | —                 | —                 | —                 | - Platin (streaming)                   | Fuldmåne                       |
| 2012                                                     | "Gi' mig"                                        | 1                 | 6                 | —                 | - Guld (download) - Platin (streaming) | Midnat                         |
| 2012                                                     | "9MM" (featuring Michell Berthou)                | —                 | —                 | —                 | - Guld (streaming)                     | Midnat                         |
| 2012                                                     | "Tænder en ild" (featuring Nik & Jay)            | 28                | —                 | —                 | - Guld (streaming)                     | Midnat                         |
| 2013                                                     | "Jeg falder for dig"                             | —                 | —                 | —                 | - Guld (streaming)                     | Midnat                         |
| 2013                                                     | "Heartbeat"                                      | —                 | —                 | —                 |                                        | Aurora                         |
| 2014                                                     | "Million"                                        | 1                 | 1                 | 20                | - 3× Platin                            | Joey                           |
| 2014                                                     | "Klar på mig nu"                                 | 10                | 10                | —                 | - 2× Platin                            | Joey                           |
| 2015                                                     | "Hvis det ik' skal være os"                      | 11                | 11                | —                 | - Platin                               | Joey                           |
| 2016                                                     | "Smukkest på en søndag"                          | 3                 | 3                 | 15                | - 3× Platin                            | Klarsyn                        |
| 2016                                                     | "Eneste"                                         | 25                | 25                | —                 | - Guld                                 | Klarsyn                        |
| 2017                                                     | "Udenpå indeni"                                  | 27                | 27                | —                 | - Guld                                 | Klarsyn                        |
| 2017                                                     | "Almindelig"                                     | —                 | —                 | —                 |                                        | Klarsyn                        |
| 2017                                                     | "Helt okay" (featuring Barbara Moleko)           | —                 | —                 | —                 |                                        | Klarsyn                        |
| 2017                                                     | "Hey mor"                                        | 8                 | 8                 | —                 | - 2× Platin                            | Vintertid                      |
| 2017                                                     | "Weekend"                                        | —                 | —                 | —                 |                                        |                                |
| 2018                                                     | "Perfekt som du er"                              | —                 | —                 | —                 |                                        |                                |
| 2018                                                     | "Under uret" (featuring Cisilia)                 | —                 | —                 | —                 |                                        |                                |
| 2018                                                     | "Et lille land"                                  | —                 | —                 | —                 |                                        |                                |
| 2019                                                     | "Uden vinger"                                    | —                 | —                 | —                 |                                        |                                |
| 2020                                                     | "Yo" (Faustix og Joey Moe)                       | —                 | —                 | —                 | - Guld                                 |                                |
| 2020                                                     | "Rastløs"                                        | —                 | —                 | —                 |                                        |                                |
| 2021                                                     | "Hey Buster"                                     | —                 | —                 | —                 |                                        |                                |
| 2021                                                     | "En til en" (Joey Moe og L.I.G.A)                | —                 | —                 | —                 |                                        |                                |
| 2022                                                     | "Kys på dig"                                     | —                 | —                 | —                 |                                        |                                |
| 2024                                                     | "Ripple"                                         | —                 | —                 | —                 |                                        |                                |
| 2024                                                     | "For livet"                                      | —                 | —                 | —                 |                                        |                                |
| "—" markerer en udgivelse der ikke opnåede en placering. |                                                  |                   |                   |                   |                                        |                                |

### Som gæstesanger
| År                                                     | Single                                                               | Højeste placering | Certificering       | Album               |
| År                                                     | Single                                                               | DAN               | Certificering       | Album               |
| ------------------------------------------------------ | -------------------------------------------------------------------- | ----------------- | ------------------- | ------------------- |
| 2009                                                   | "Sænke slagskibe" (som en del af Gazasangen)                         | —                 |                     | ikke-album single   |
| 2009                                                   | "Sig ja" (Jokeren featuring Joey Moe)                                | 4                 | - Platin (download) | Den tørstige digter |
| 2009                                                   | "Enspænder" (Partners featuring Joey Moe, Jeppe Rapp og Zjakalen)    | —                 |                     | ikke-album single   |
| 2010                                                   | "Lighters Up" (ChriZ featuring Joey Moe og Jinks)                    | 16                |                     | ikke-album single   |
| 2011                                                   | "Dybt vand" (Svenstrup & Vendelboe featuring Nadia Malm og Joey Moe) | —                 |                     | ikke-album single   |
| 2011                                                   | "Noget af det pt. 2" (Puls featuring Joey Moe)                       | —                 |                     | ikke-album single   |
| 2012                                                   | "2012 (Det derfor)" (Pegboard Nerds featuring Dice og Joey Moe)      | —                 |                     | ikke-album single   |
| 2012                                                   | "Stjernetegn" (Pete Fox featuring Joey Moe og Jeanette Zeniia)       | 25                |                     | ikke-album single   |
| 2013                                                   | "FU2" (SPLITBREED og Pete Fox featuring Joey Moe)                    | —                 |                     | ikke-album single   |
| "—" marker en udgivelse der ikke opnåede en placering. |                                                                      |                   |                     |                     |

### Sangskrivning
- 2009: "Befri dig selv" (Basim – Befri dig selv)
- 2006: "Den jeg er", "Når du danser for mig", "Drømmepigen", "Mit nye move" og "Tro på dig selv" (Nicolai – Nicolai)
- 2007: "Du er en stjerne" (Nicolai – Stage 2)
- 2011: "Decibel" (Malou Navarana)[41]
- 2012: "I nat er der kun musik" (Stilettos)